# آبی (ترانه بیلی آیلیش)
«آبی» (انگلیسی: Blue) ترانه‌ای از خواننده و ترانه‌پرداز آمریکایی، بیلی آیلیش و آخرین تراتهٔ سومین آلبوم استودیویی او به نام هیت می هارد اند سافت (۲۰۲۴) است. متن ترانه توسط بیلی آیلیش و برادرش فینیس اوکانل نوشته شده و تهیه‌کنندگی آن را برادرش انجام داده است. این ترانه در ۱۷ مه ۲۰۲۴ منتشر شد. این ترانه یک میکس از دو آهنگ منتشر نشدهٔ آیلیش است: «Born Blue» و «True Blue».

## گواهی‌نامه‌ها
| منطقه                                   | گواهی  | واحد گواهی‌شده/فروش |
| --------------------------------------- | ------ | ------------------ |
| بلژیک (بی‌ئی‌ای)                          | طلا    | ۲۰٬۰۰۰             |
| کانادا (میوزیک کانادا)                  | پلاتین | ۸۰٬۰۰۰             |
| لهستان (زدپی‌ای‌وی)                       | طلا    | ۲۵٬۰۰۰             |
| بریتانیا (بی‌پی‌آی)                       | نقره   | ۲۰۰٬۰۰۰            |
| ایالات متحده (آرآی‌ای‌ای)                 | طلا    | ۵۰۰٬۰۰۰            |
| رقم فروش+پخش جاری تنها بر پایهٔ گواهی‌ها. |        |                    |